# Libellen
Die Libellen (Odonata) bilden eine Ordnung innerhalb der Klasse der Insekten (Insecta). Von den 6407 im Jahr 2024 bekannten Arten treten in Mitteleuropa etwa 85 auf. Die Flügelspannweite der Tiere beträgt in der Regel zwischen 20 und 110 mm, die Art Megaloprepus caerulatus (Zygoptera, Pseudostigmatidae; also eine „Kleinlibelle“) kann allerdings sogar eine maximale Spannweite von 190 mm erreichen. Die Wissenschaft von den Libellen ist die Odonatologie.

## Körperbau

### Flügel

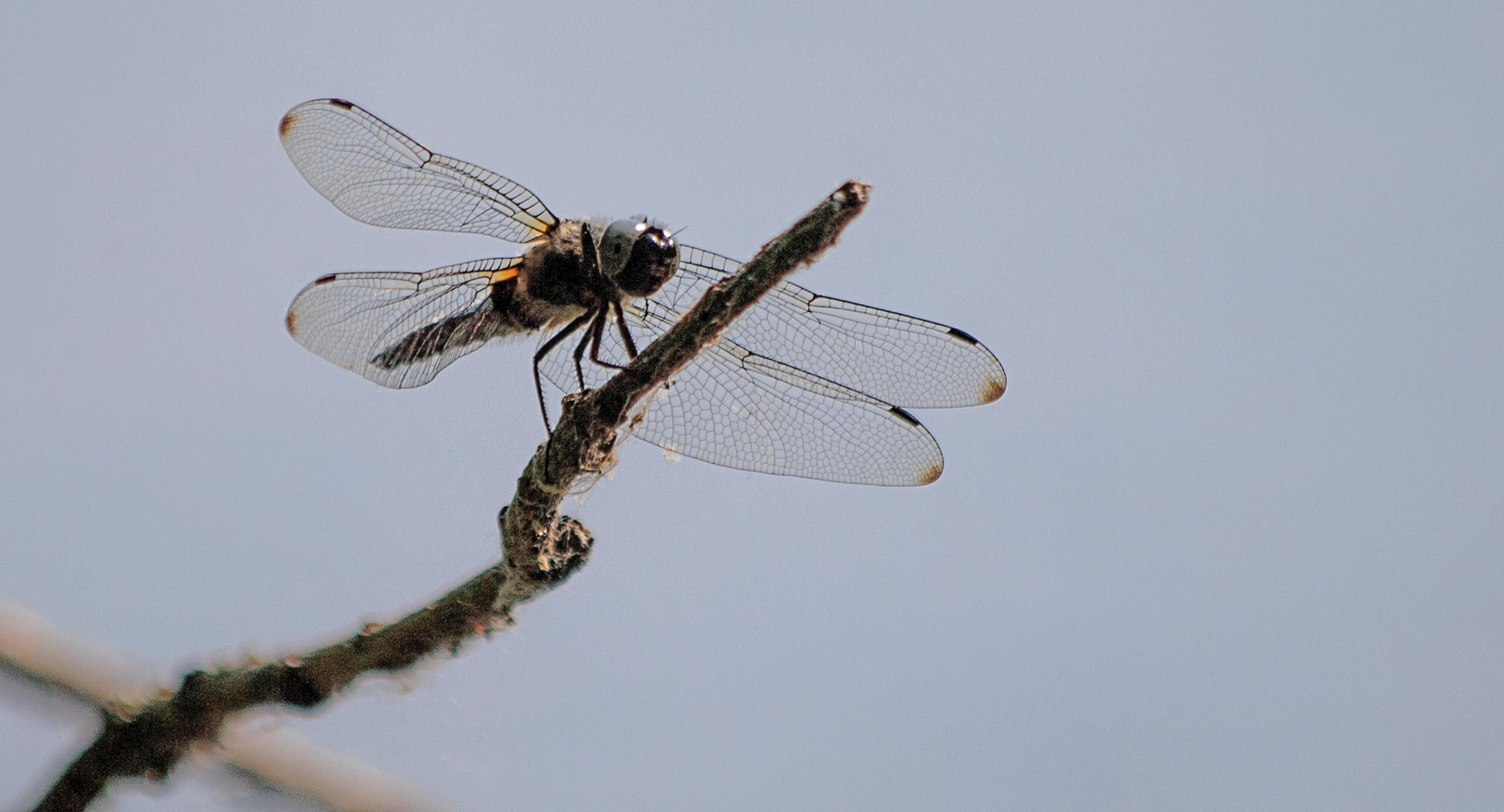
Aderung der Libellenflügel

Die Libellen zeichnen sich durch einen außergewöhnlichen Flugapparat aus. Die Fähigkeit, ihre beiden Flügelpaare auch unabhängig voneinander zu bewegen, ermöglicht es ihnen, abrupte Richtungswechsel zu vollziehen, in der Luft stehen zu bleiben oder bei einigen Arten sogar rückwärts zu fliegen. Beim Flug werden Maximalgeschwindigkeiten von 50 km/h erreicht. Die Frequenz des Flügelschlages ist dabei mit etwa 30 Schlägen pro Sekunde relativ langsam.
Die großen Vorder- und Hinterflügel sind (vor allem bei den Kleinlibellen) annähernd gleich groß. Dabei reicht die Spannweite der Tiere von 18 Millimetern bei Agriocnemis pygmaea bis zu 19 Zentimetern bei Megaloprepus caerulatus, Pseudostigmatidae. Anders als bei fast allen anderen Fluginsekten setzen bei den Libellen die Flugmuskeln direkt an den Flügeln an.
Stabilisiert werden die Flügel durch eine komplexe Flügeladerung. Die Flugfläche ist über die Längsadern hinweg nicht plan, sondern zickzackförmig aufgespannt. Im Zentrum des Flügels treffen sich diese Adern in einem Knotenpunkt (Nodus), damit sie auch bei einer Längsbeanspruchung nicht abknicken können. Insgesamt unterscheidet sich die Flügeladerung bei den unterschiedlichen Libellenarten sehr stark, so dass sie als Bestimmungsmerkmal und zur systematischen Einordnung der Tiere genutzt werden kann.
Am vorderen Bereich der Flügelspitze besitzen die meisten Arten ein vergrößertes und dunkel gefärbtes Flügelfeld, das als Flügelmal (Pterostigma) bezeichnet wird und das im Flug als Trimmtank durch Füllung mit Hämolymphe benutzt werden kann.

### Kopf

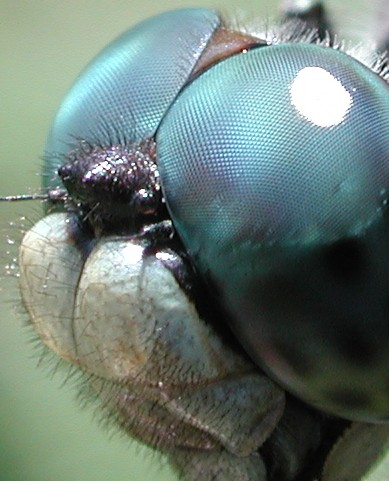
Facettenaugen einer Libelle

Der Kopf der Libellen ist deutlich von den Brustsegmenten getrennt und dadurch sehr beweglich. Auffällig sind die großen Facettenaugen, die bei einigen Arten aus bis zu 30.000 Einzelaugen (Ommatidien) bestehen können. Zwischen den Komplexaugen liegen auf der Kopfoberseite außerdem drei kleine Punktaugen (Stirnocellen), die wahrscheinlich als Gleichgewichtsorgan (Horizontdetektor) und zur Kontrolle schneller Flugbewegungen dienen. Hinweise hierzu bieten Experimente an der Falkenlibelle Hemicordulia tau, deren Flug bei abgedeckten Ocellen instabil wird. Mit diesem System verfügen sie wahrscheinlich über den besten Sehsinn unter den Insekten.
Die Fühler der Libellen sind borstenartig kurz und bestehen aus acht Gliedern. Ihre Funktion besteht hauptsächlich in der Ermittlung der Fluggeschwindigkeit, die sie mit Hilfe von an ihnen befindlichen Sinneshaaren bestimmen.
Die Mundwerkzeuge und besonders die Mandibeln sind kräftig entwickelt und bezahnt (daher der wissenschaftliche Name „Odonata“). Vorn werden diese von der Oberlippe (Labrum) abgeschlossen. Die Maxillen tragen jeweils einen Taster und die Unterlippe (Labium) ist zweilappig ausgebildet.

### Brust
Die Brust (Thorax) der Libellen ist wie bei allen Insekten dreiteilig aufgebaut. Die beiden hinteren Brustsegmente sind sehr kräftig ausgebildet und schräg gegenüber dem ersten Segment ausgerichtet. Auf diesem Weg entsteht ein nach vorn gerichteter „Fangkorb“ aus den Beinen. Diese besitzen außerdem kräftige Klauen und sind am Unterschenkel (Tibia) meist bedornt, um die Beutetiere besser halten zu können.

### Hinterleib
Der langgestreckte Hinterleib besteht aus zehn Segmenten. Durch die Länge bewirkt er eine Stabilisierung beim Flug. Die Beweglichkeit des Hinterleibes ist vor allem für die Paarung der Tiere notwendig. Die Männchen besitzen am Ende des Hinterleibs eine Greifzange aus umgebildeten Hinterleibsanhängen (Cerci), mit der sie das Weibchen bei der Paarung festhalten können. Dabei weisen die Kleinlibellen ein oberes Paar (Cerci) und ein unteres Paar (Paraprocte) Hinterleibszangen auf. Bei den Großlibellen fehlt das untere Paar Zangen, und es gibt stattdessen einen unpaaren beweglichen Fortsatz (Epiproct). Die Männchen besitzen am Hinterleib außerdem einen sekundären Kopulationsapparat, die Weibchen einen Eiablageapparat (Ovipositor).

## Lebensräume
Libellen sind vor allem in der Nähe von Gewässern zu finden, da ihre Larven auf Wasser als Lebensraum angewiesen sind. Besonders viele Vertreter der Großlibellen wie etwa die Blaugrüne Mosaikjungfer Aeshna cyanea fliegen zum Beutefang jedoch auch weite Gebiete abseits der Gewässer ab. Insbesondere in der Reifungsphase bewegen sich Libellen für einige Wochen abseits der Gewässer. Auch die Weibchen sind meist nicht am Gewässer zu finden, da sie sonst sofort von einem Männchen zur Paarung genötigt würden. Einige Libellenarten sind auch nicht selten in Stadtrandgebieten und durchgrünten Wohnsiedlungen anzutreffen.

### Fließende und stehende Gewässer
Nur verhältnismäßig wenige Libellen sind ausgesprochene Fließgewässerarten. Vor allem in den schnell fließenden Oberläufen und im Quellbereich findet man entsprechend nur gut angepasste Tiere. In diesen Gebieten leben vor allem die Quelljungfern der Gattung Cordulegaster, deren Larven auf das sauerstoffreiche Wasser dieser Gewässer angewiesen sind. Diese findet man allerdings in den ruhigeren Bereichen hinter Steinen oder Wasserpflanzen. Die Zweigestreifte Quelljungfer Cordulegaster boltonii kann allerdings auch an langsam fließenden Gewässern gefunden werden.
Typische Bewohner der Flüsse und langsamen Bäche sind die Prachtlibellen (Gattung Calopteryx) sowie die Flussjungfern (Gomphidae). An schmalen Gräben und Wiesenbächen finden sich beispielsweise die Helm-Azurjungfer Coenagrion mercuriale sowie die Vogel-Azurjungfer Coenagrion ornatum.
Weit mehr Arten bevorzugen stehende Gewässer als Lebensraum. Sie finden sich an Tümpeln, Seen und Teichen, wo ihre Larven vor allem in den flacheren Uferzonen und zwischen Wasserpflanzen leben. Dabei sind einige Arten wie etwa die Große Pechlibelle Ischnura elegans, die Hufeisen-Azurjungfer Coenagrion puella oder die Blaugrüne Mosaikjungfer Aeshna cyanea als sogenannte Ubiquisten kaum spezialisiert, und viele Libellenlarven können auch relativ hohe Verschmutzungsgrade tolerieren. Spezialisiertere Arten wie etwa einige Heidelibellen (Gattung Sympetrum) brauchen bestimmte Typen von Kleingewässern, wie z. B. periodisch austrocknende Flachgewässer, oder gar Sümpfe.

„Fast jeder dieser Weidegründe enthält einen Wasserspiegel, von Schwertlilien umkränzt, an denen Tausende kleiner Libellen wie bunte Stäbchen hängen, während die der größeren Art bis auf die Mitte des Weihers schnurren, wo sie in die Blätter der gelben Nymphäen, wie goldene Schmucknadeln in emaillierte Schalen niederfallen, und dort auf die Wasserinsekten lauern, von denen sie sich nähren.“

### Moore
Ein besonders gefährdeter Lebensraum sind die Moore, die ebenfalls vielen Arten von Libellen als Lebensraum dienen. Diese Arten sind an die hier existierenden Bedingungen wie den extrem niedrigen pH-Wert der Gewässer und die teilweise sehr geringen Sauerstoffressourcen angepasst und können entsprechend in anderen Lebensräumen nur schwer überleben. Auch hier leben verschiedene Azurjungfern wie etwa die Speer-Azurjungfer Coenagrion hastulatum, Falkenlibellen wie die Arktische Smaragdlibelle Somatochlora arctica sowie Mosaikjungfern wie die Torf-Mosaikjungfer Aeshna juncea. Besonders typische Moorarten sind die meisten Moosjungfern (Gattung Leucorrhinia).

## Lebensweise

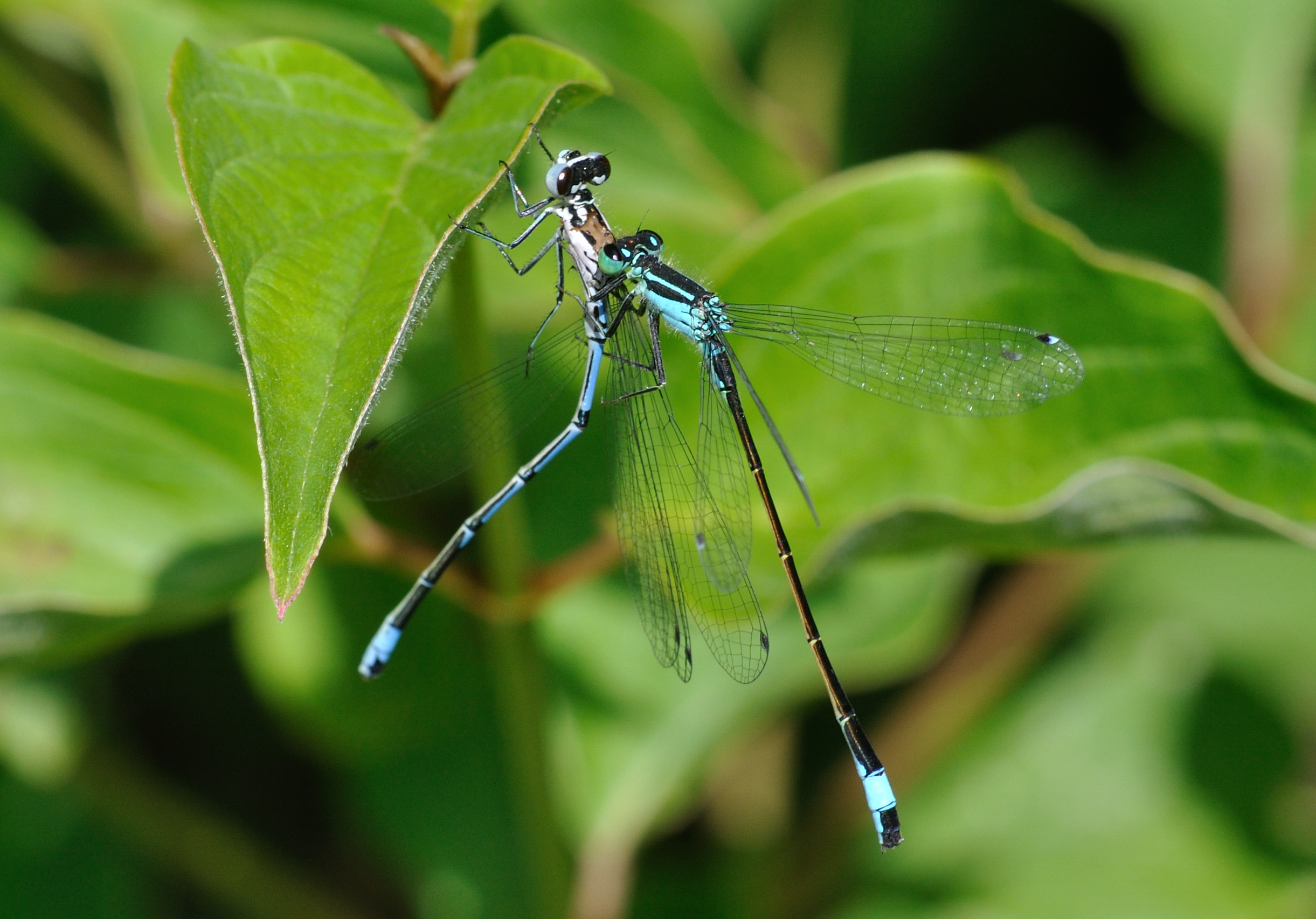
Große Pechlibelle mit erbeuteter Hufeisen-Azurjungfer

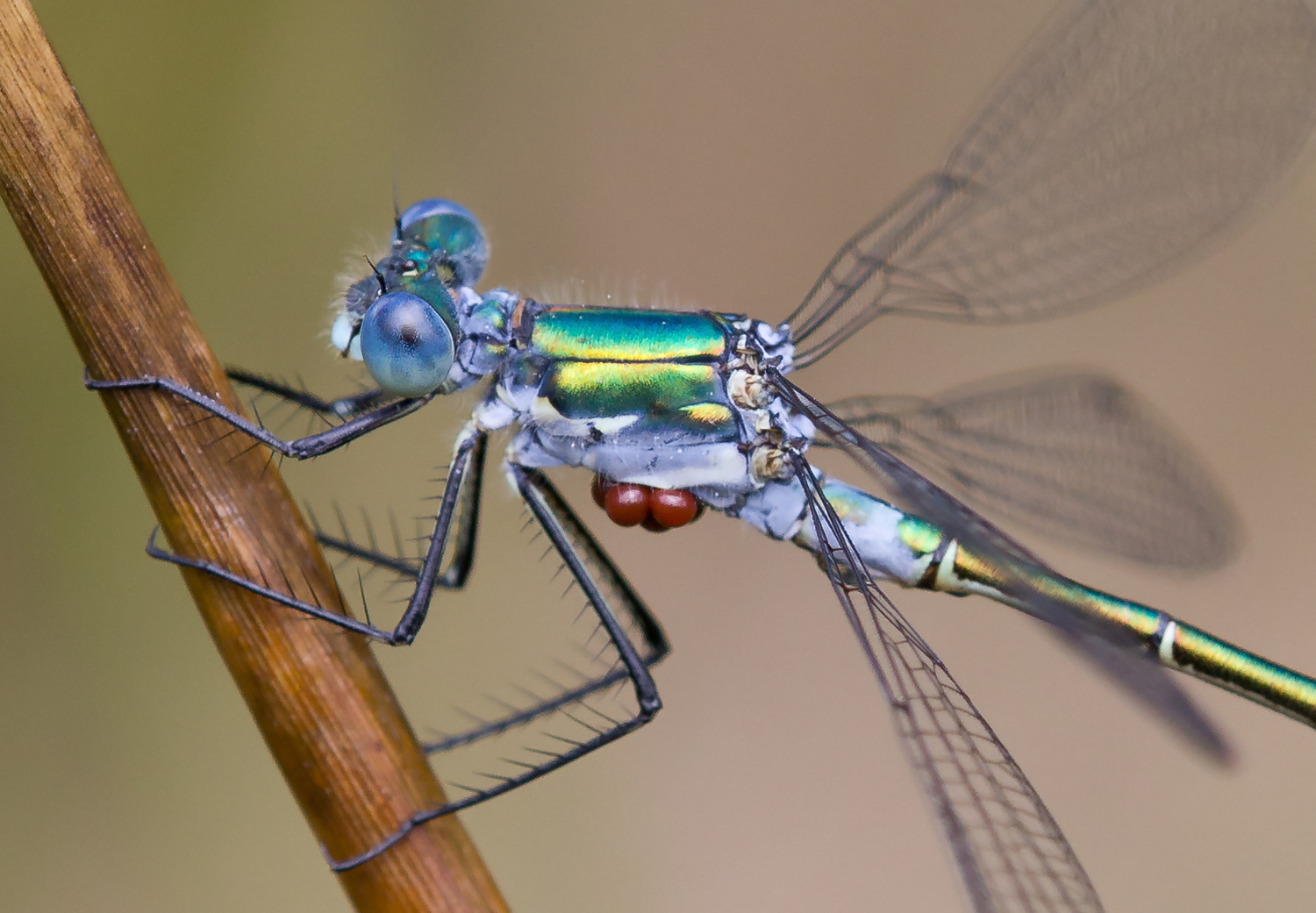
Von Milbenlarven (rote Kugeln) (ekto)parasitierte Glänzende Binsenjungfer

Libellen sind Räuber, die ihre Beutetiere im Flug fangen. Sie nutzen dafür ihre zu einem Fangapparat umgestalteten Beine, mit denen sie ihre Opfer ergreifen.
Die Beute der Libellen besteht im Wesentlichen aus anderen Insekten, wobei das Spektrum sehr groß ist. Libellen attackieren beinahe wahllos alle Tiere, die sie überwältigen können. Besonders die Männchen attackieren dabei zur Paarungszeit auch andere Libellen, manchmal sogar Angehörige der eigenen Art, zeigen also Kannibalismus. Die Jagdflüge sind dabei nicht auf die Gewässer beschränkt, sie finden auch auf Wiesen, Waldlichtungen oder anderen freien Flächen statt. Einige Arten, vor allem Libellenarten der tropischen Regionen, aber auch die heimische Grüne Mosaikjungfer (Aeshna viridis), sind ausgesprochene Dämmerungsjäger. Dabei sind sie vollständig auf ihre Augen zur Auffindung der Beute angewiesen.
Wie viele andere Insekten nutzen auch die Libellen die Sonnenwärme zur Aufheizung ihres Körpers, besonders der Muskulatur. Zu diesem Zweck setzen sich einige Arten an sonnenexponierte Stellen und spreizen ihre Flügel, um unter den Flügeln die Wärme zu speichern. Besonders bei Arten der kühleren Gebirgsregionen ist dieses Verhalten häufig zu beobachten.
Trotz ihrer Schnelligkeit haben Libellen eine große Anzahl von Fressfeinden. Besonders angreifbar sind sie dann, wenn sie sich zum letzten Mal häuten und sich aus der Exuvie arbeiten. Vor allem Frösche, Fledermäuse und Vögel fressen Libellen, aber auch Wespen, Webspinnen und Ameisen können frisch geschlüpfte Libellen attackieren und verzehren. Ebenso können fleischfressende Pflanzen wie etwa der Sonnentau (Drosera) für Libellen zur Gefahr werden. Zu den Parasiten der Libellen gehören vor allem die Larven von Wassermilben, in Mitteleuropa speziell jene der Gattungen Arrenurus und Limnochares. Die Larven der Libellen fallen vor allem anderen Libellenlarven, aber auch anderen Räubern im Wasser zum Opfer.

## Fortpflanzung und Entwicklung
Libellen zählen zu den semelparitären Tieren, die sich nur einmal in ihrem Leben fortpflanzen.

### Paarung und Eiablage

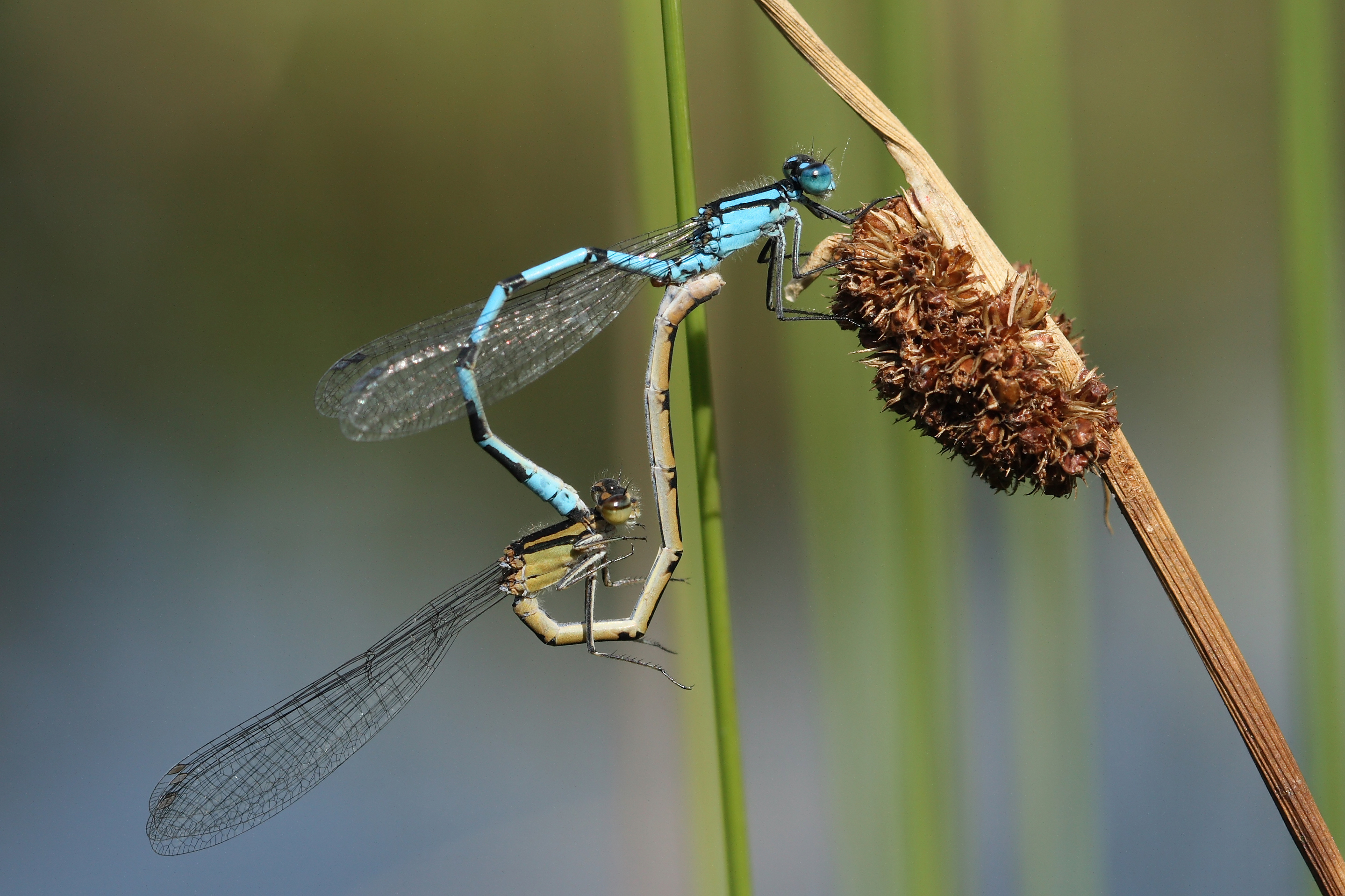
Paarungsrad der Gemeinen Becherjungfer (Enallagma cyathigerum)

Die beiden ausgewachsenen Libellen finden sich im Flug, wobei nach einem Vorspiel das Männchen das Weibchen mit der Zange aus den beiden Hinterleibsanhängen am Hinterkopf (Großlibellen) bzw. am Prothorax (Kleinlibellen) ergreift. Die daraus entstandene Paarungskette wird auch als Tandemstellung bezeichnet. Nachdem das Männchen seinen sekundären Kopulationsapparat aufgefüllt hat, biegt sich das Weibchen im Flug nach vorn und berührt mit seiner Geschlechtsöffnung am achten oder neunten Hinterleibssegment den Samenbehälter des Männchens am zweiten oder dritten Hinterleibssegment. Dabei entsteht das für Libellen typische Paarungsrad.
Es gibt Arten, bei denen das Männchen im Flug die Spermien überträgt. Die Weibchen werden im Laufe ihres Lebens typisch von mehreren Männchen begattet; es gibt Arten, bei denen das Männchen vor der Übertragung seiner Spermien die Spermien eines anderen Männchens ausräumt.
Die Eier der unterschiedlichen Libellenarten variieren nicht nur in ihrer Größe und Anzahl, sondern auch die Art der Ablage unterscheidet sich. Arten, die eine geringere Menge größerer Eier produzieren, wie z. B. der Frühe Schilfjäger (Brachytron pratense), befestigen ihre Eier einzeln an Wasserpflanzen, beispielsweise durch Einstechen (endophytisch). Libellenarten, die vergleichsweise mehr Eier von einer geringeren Größe produzieren, wie z. B. der Plattbauch (Libellula depressa), legen diese nach der Begattung direkt im Wasser ab.
Darüber hinaus gibt es Arten, die die Eier im Flug ins Wasser abwerfen oder unter Wasser am Substrat abstreifen (exophytisch). Andere Arten stechen die Eier in die Rinde von Bäumen am Ufer (zum Beispiel Weidenjungfer) oder werfen wie manche Heidelibellen die Eier über trockenen, möglicherweise später einmal überfluteten Senken ab. Die Eiablage kann sowohl in der Tandemstellung erfolgen als auch allein durch das Weibchen. Erstaunlich ist die Fähigkeit der Weibchen einiger Arten (zum Beispiel Prachtlibellen, Gemeine Becherjungfer), zur Eiablage bis zu 90 Minuten lang auf Tauchgang komplett unter Wasser zu gehen. Sie nehmen dabei eine Luftblase zum Atmen zwischen Körper und beide Flügel mit. Viele Arten benötigen ganz spezielle Ablagesubstrate oder Ablagepflanzen: Das Weibchen der Grünen Mosaikjungfer sticht die Eier beispielsweise nur in die Blätter der Krebsschere (Stratiotes aloides) ein, und viele Moorlibellen sind an das Vorkommen von Torfmoosen (Sphagnum spp.) gebunden.

### Larvenstadium

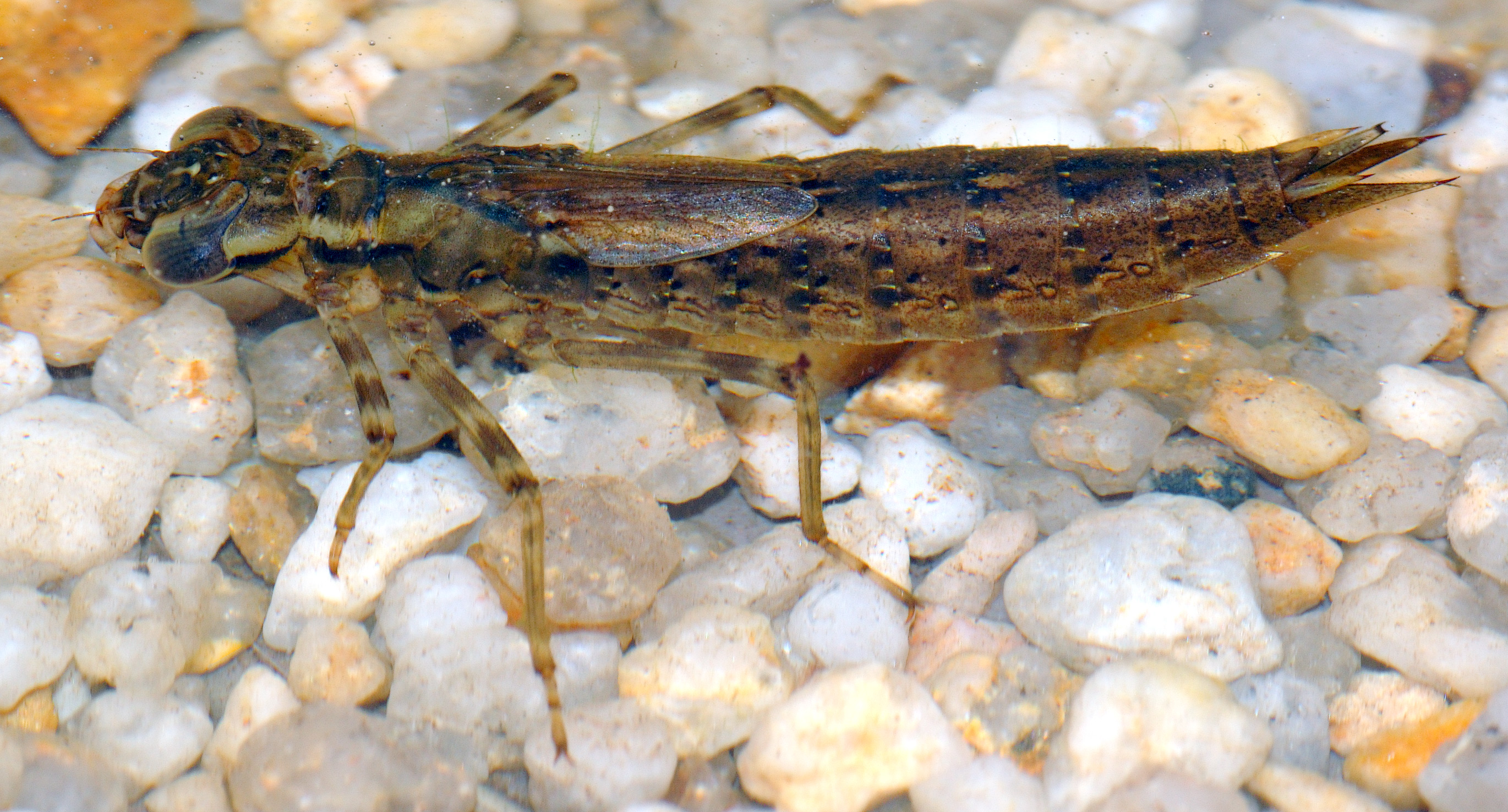
Blaugrüne Mosaikjungfer (Aeshna cyanea) im Larvenstadium

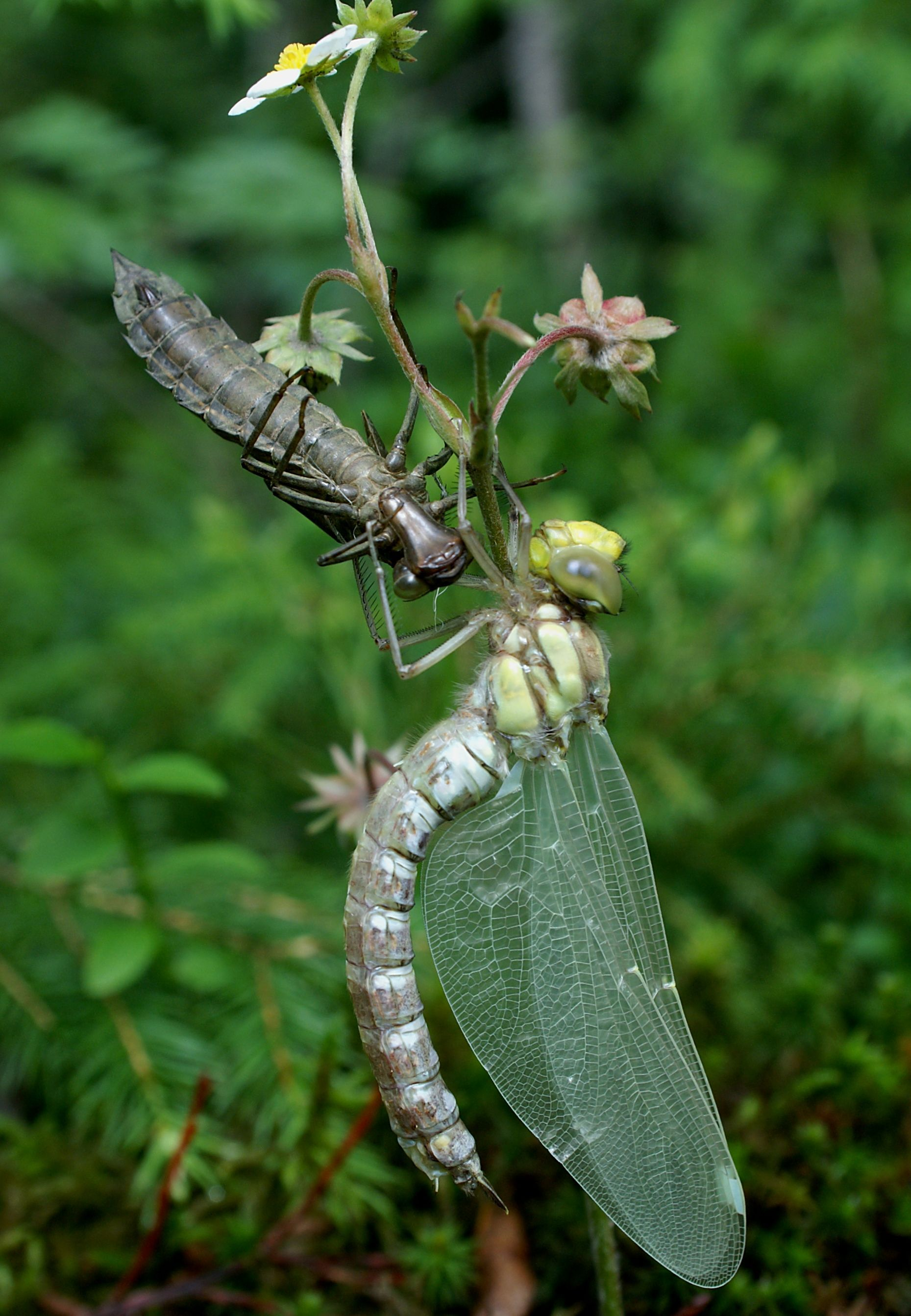
Blaugrüne Mosaikjungfer, frisch geschlüpftes Weibchen mit Larvenhaut (Exuvie)

Aus den Eiern schlüpfen bei beinahe allen Arten sogenannte Prolarven, die sich morphologisch von den späteren Larven deutlich unterscheiden. Sie sind meist länger und ihre Beine sind nicht einsatzbereit. Die erste Häutung erfolgt daraufhin entweder in den ersten Sekunden oder in den ersten Stunden nach dem Schlüpfen.
Im Wasser sind die Larven gut angepasste Räuber und besitzen als wirksamstes Organ für diese Lebensweise eine typische Fangmaske, die im Ruhezustand unter den Kopf gefaltet wird. Ist ein potentielles Opfer in Reichweite, schnellt dieses klauenbewehrte Instrument hervor und die Beute wird gepackt. Kleinlibellen (Zygoptera) bevorzugen als Beute vor allem Mückenlarven und Kleinkrebse wie etwa die Bachflohkrebse (Gammarus spp.). Larven der Großlibellen (Anisoptera) jagen entsprechend größere Beutetiere wie kleine Kaulquappen oder Insekten und deren Larven.
Zur Atmung unter Wasser besitzen Libellenlarven zwei verschiedene Techniken, wodurch sie auf den ersten Blick unterschieden werden können: Die Kleinlibellen haben an ihrem Hinterende drei blattförmige Tracheenkiemen, mit denen sie Sauerstoff aus dem Wasser aufnehmen können. Großlibellen hingegen besitzen keine sichtbaren Kiemen, diese sind in den Enddarm verlagert (Rektalkiemen). Die Aufnahme des Sauerstoffs erfolgt hier durch ein spezielles Gewebe im Enddarm.
Die Dauer des Larvenlebens einer Libelle übertrifft jenes der daraus hervorgehenden Imago in der Regel beträchtlich: Die Spanne, die einzelne Arten als Larve im Wasser verbringen, reicht in Mitteleuropa von etwa drei Monaten (zum Beispiel Frühe Heidelibelle Sympetrum fonscolombii, Sommergeneration) bis zu immerhin fünf Jahren (Quelljungfern, Gattung Cordulegaster). Eine ein- oder zweijährige Larvalentwicklung ist der am häufigsten vorkommende Fall. Dabei durchlaufen die Tiere mehr als zehn kontinuierlich größer werdende Larvenstadien, die jeweils mit einer Häutung abgeschlossen werden.

### Emergenz
Gegen Ende des letzten Larvenstadiums verlässt das Tier das Wasser, um sich meist an vertikalen Strukturen zum Schlupf (Emergenz) senkrecht fest zu verankern. Eine Ausnahme bilden die Flussjungfern (Gomphidae), die häufig in waagerechter Position auf Kieseln oder dem blanken Boden schlüpfen. Das Spektrum der Emergenzorte reicht von Wurzelwerk, Steinen oder Fels, Büschen und Bäumen bis hin zu anthropogenen Strukturen wie Brückenpfeilern oder Bootshäusern. Am häufigsten suchen die Larven allerdings die Stängel oder Blätter von Ufer- oder Wasserpflanzen beziehungsweise Schilf zum Schlüpfen auf.
Die zur Emergenz zurückgelegte Strecke ist manchmal ganz beträchtlich. Insbesondere bei Falkenlibellen (Corduliidae) und Quelljungfern (Cordulegastridae) sind Distanzen von einigen bis vielen Metern dokumentiert, die Larven auf ihrem Weg zu einem passenden Ort für den Schlupf zurücklegten – in einem Fall (Zweifleck Epitheca bimaculata, nach Heidemann & Seidenbusch 1992) sogar mehr als hundert Meter.
In der Regel erfolgt der Schlupf jedoch in direkter Nähe zum Gewässer. Dort schlüpft dann das ausgewachsene Insekt (Imago) aus der Larvenhülle, die als Exuvie zurückbleibt. Anhand der Exuvie kann bei europäischen Libellen die dazugehörige Art in fast allen Fällen problemlos bestimmt werden.

### Lebensdauer
Die Lebensdauer der adulten Tiere beträgt bei den meisten Arten durchschnittlich etwa sechs bis acht Wochen. Manche Arten leben auch nur etwa zwei Wochen. Die längste Lebensdauer als ausgewachsene Libelle haben in Mitteleuropa die Winterlibellen (Gattung Sympecma), welche als erwachsenes Tier überwintern und dadurch zehn bis elf Monate leben. Das aktive Leben beträgt bei ihnen allerdings nur etwa vier bis sechs Monate, da sie den Winter weitestgehend in Kältestarre überdauern.

## Evolution und Systematik

### Stammesgeschichte

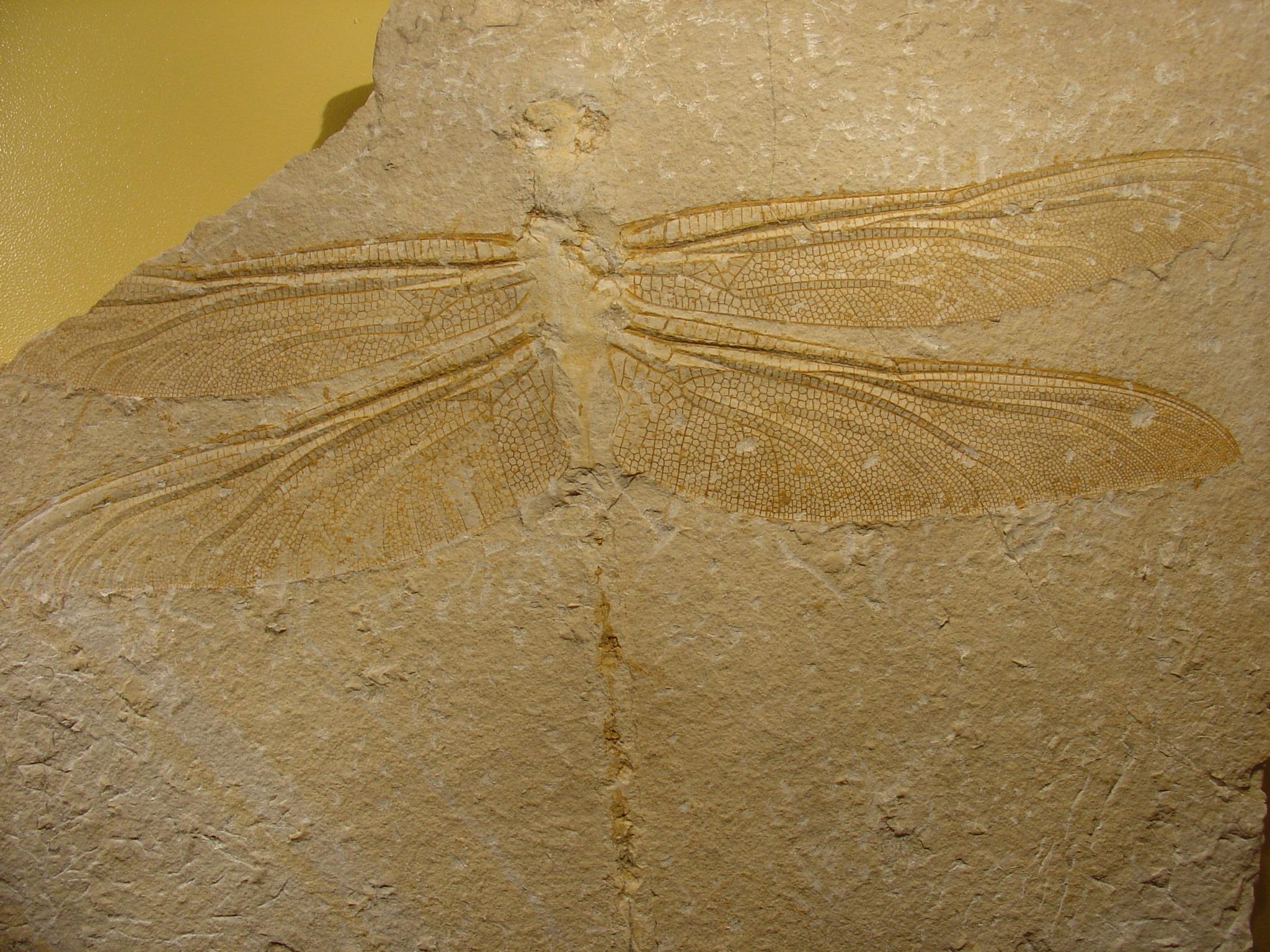
Libellen-Fossilienabdruck aus dem Jura (Museum Mensch und Natur, München)

Aus dem oberen Karbon sind verschiedene Libellenvorfahren bekannt. Diese Tiere werden als Meganisoptera bezeichnet und umfassen als bekannteste Vertreter die Riesenlibellen (Fam. Meganeuridae) Meganeura monyi mit bis zu 70 und Meganeuropsis permiana mit bis zu 72 Zentimetern Flügelspannweite. Aus derselben Zeit sind noch urtümlichere Libellen überliefert (z. B. aus der Fundstelle in der Ziegeleigrube Vorhalle in Hagen), die in eine eigene Ordnung Geroptera gestellt werden, sie wiesen ein rudimentäres drittes Flügelpaar am Prothorax auf. Zu den altertümlichen, plesiomorphen Merkmalen dieser Ordnungen zählen: Hinterleibsende mit Terminalfilum und Cerci (wie bei den modernen Eintagsfliegen), paariger Penis (ebenso). Wahrscheinlich setzten die Tiere noch freie Spermatophoren ab wie die rezenten „Urinsekten“ (Fischchen und Felsenspringer). Gleichzeitig lebten auch bereits anatomisch modernere, kleinere Tiere, die näher mit den modernen Libellen verwandt sind.
Auf den Falklandinseln fand man Vertreter einer Gruppe aus der Trias und der Kreide, die man ursprünglich für die Vorfahren der Kleinlibellen hielt und als Protozygoptera bezeichnete. Die aus der gleichen Zeit gefundenen Protanisoptera in Sibirien und Australien hielt man entsprechend für die Vorfahren der Großlibellen. Ebenfalls nicht in die heutigen Taxa einzuordnen sind die Archizygoptera und die Triadophlebiomorpha. Diese Tiere und auch die der folgenden Epochen erreichten nur noch Körpergrößen von sechs bis maximal 20 Zentimetern und entsprachen hinsichtlich ihrer Größe damit heutigen Arten. Diese Gruppen sind allesamt Vertreter der Wurzelgruppen der heutigen Libellen, d. h. ausgestorbene Seitenlinien der modernen Ordnung, zusammen als „Panodonata“ bezeichnet. Wahrscheinlichste Schwestergruppe der modernen Libellen ist die ausgestorbene Familie Tarsophlebiidae aus dem Jura. Aus der Kreidezeit liegen auch gut erhaltene fossile Libellenlarven vor, die in ihrer Morphologie den heutigen bereits stark ähneln, z. B. besitzen sie bereits eine gut ausgebildete Fangmaske. Nach dem fossilen Befund ist der Larventyp mit drei Kiemenblättchen (wie bei den heutigen Zygoptera) ursprünglicher als derjenige mit Analpyramide. Die Veränderungen im Bau und wahrscheinlich auch in der Lebensweise der Libellen waren in den letzten 150 Millionen Jahren nur noch minimal.

### Systematik
Bei den Libellen unterscheidet man drei Untergruppen, die überwiegend als monophyletische Gruppen angesehen werden. Nach Auffassung einiger Taxonomen sind die Kleinlibellen allerdings keine natürliche Gruppe (Monophylum), sondern eine Zusammenfassung mehrerer basaler Taxa der Libellen.
Die Kleinlibellen (Zygoptera, etwa 2700 Arten) haben wie die Stammart der Libellen gleich große Flügelpaare, die bei den meisten Familien – eine Ausnahme bilden z. B. die Lestidae – in Ruhestellung nach hinten über dem Körper zusammengefaltet werden, und ihre Augen stehen weit auseinander. Ein weiteres Merkmal dieses Taxons ist die Ausstattung der Larven mit drei Tracheenkiemenblättchen am Abdomenende.
Die Urlibellen (Anisozygoptera oder Epiophlebioptera) existieren heute nur noch in drei Arten im Himalaya sowie in China und Japan. Sie unterscheiden sich von den Großlibellen durch eine spezifische Ausbildung des Pedicellus, der Antennen sowie durch den Besitz eines Stridulationsorgans am Abdomen.
Bei den Großlibellen (Anisoptera, etwa 2900 Arten) sind die Flügelpaare ungleich groß und stehen in Ruhestellung seitlich vom Körper ab. Außerdem ist die dorsale Flugmuskulatur reduziert und die Tiere besitzen einen speziell ausgestalteten Kopulationsapparat (Penis).
| Epiprocta | \| \| Urlibellen (Anisozygoptera, Epiophlebioptera) \| \| \| \| \| \| Großlibellen (Anisoptera) \| \| \| \| |
|           | \| \| Urlibellen (Anisozygoptera, Epiophlebioptera) \| \| \| \| \| \| Großlibellen (Anisoptera) \| \| \| \| |
|           | Kleinlibellen (Zygoptera)                                                                                   |
|           | |
|           | Urlibellen (Anisozygoptera, Epiophlebioptera)                                                               |
|           | |
|           | Großlibellen (Anisoptera)                                                                                   |
|           | |

|  | Urlibellen (Anisozygoptera, Epiophlebioptera) |
|  |                                               |
|  | Großlibellen (Anisoptera)                     |
|  |                                               |

Die Urlibellen und Großlibellen werden als Epiprocta zusammengefasst. Gemeinsame Merkmale sind die vergrößerten und nahe beieinander liegenden Augen, die Ausstattung mit einer Greifzange am Hinterleib der Männchen (Epiprokt) sowie die Entwicklung von Rektalkiemen.
Eine systematische Liste der Arten Europas ist unter Systematik der Libellen zu finden.

### Namensgebung
Der Ursprung des Namens „Libellen“ war lange Zeit ungeklärt. Eingeführt wurde der Name von Carl von Linné, der die Gruppe als „Libellula“ bezeichnete, ohne dies näher zu erläutern. Die tatsächliche Quelle des Namens wurde erst in den 1950er Jahren entdeckt. Sie stammt aus dem Werk Universae aquatilium Historiae pars altera, cum veris eorum imaginibus von Guillaume Rondelet (1555, „Vollständige Untersuchung der Wasserlebewesen Teil 2, mit deren wahrheitsgetreuen Abbildungen“), in dem in Kapitel 39 Folgendes geschrieben steht:

“Insectum hoc libellam fluviatilem libuit appellare, a similitudine quae illi est cum fabrili instrumento et cum Libella marina. Haec bestiola parva est admodum T, literae figuram referens, pedes ternos utrinque habet, Cauda in tres appendices desinit, quae viridi sunt colore, iisdem et pedibus natat.”

„Es beliebte, dieses Insekt Fluss-Libella zu nennen, nach der Ähnlichkeit, die es mit dem Handwerker-Werkzeug und   der Meeres-Libella hat. Dieses kleine Tierchen bildet so ziemlich ein T, dessen Form es wiedergibt; es hat auf beiden Seiten je drei Beine, der Schwanz endet in drei Anhänge (sic!), die von grüner Farbe sind. Mit diesen und den Füßen schwimmt es.“

Wie anhand der beigefügten Abbildung ersichtlich ist, beschreibt Guillaume Rondelet in diesen Zeilen die Larve einer Kleinlibelle und schlägt vor, sie libella fluviatilis („Flusslibelle“) zu nennen, weil sie einem Tier namens libella marina ähnelt (hier als „Meerlibelle“ übersetzt). Auf dieses Tier war er in Kapitel 13 eingegangen:

“Gaza Ζύγαιναν libellam interpretatur. Est autem libella fabrorum lignarorium caementariorumque instrumentum, quo […] rerum in plano positarum aequilibrium siuc libramentum et neutram in partem propendens situs exigitur. […] Libella igitur ligno transverso constat, in huius medio aliud erectum est, e cuius summo filum annexo plumbo demittitur. Hanc figuram piscis iste capite transverso et reliquo corpore in huius medio sito apte refert, quamobrem libella merito dicitur.”

„Gaza übersetzt ΖΥΓΑΙΝΑ mit Libella. Eine Libella aber ist ein Werkzeug der Zimmerleute und Maurer, mit dem … die horizontale Position von flach daliegenden Gegenständen geprüft wird. […] Eine Libella besteht also aus einem Querbalken, auf dessen Mitte ein anderer Balken senkrecht steht, von dessen Oberkante ein Faden mit einem Bleigewicht daran herabhängt. Diese Gestalt gibt jener Fisch mit seinem quergestellten Kopf und dem in dessen Mitte befindlichen restlichen Körper passend wieder; daher wird er zu Recht Libella genannt.“

Aus der Abbildung unterhalb der Kapitelüberschrift ist klar zu erkennen, dass der Text sich mit dem Hammerhai befasst, der im Titel mit dem griechischen Namen Zygaena (latinisiert von altgriechisch Ζύγαινα Zygaina; deutsch etwa: „Jochfisch“) bezeichnet wird. Nach Rondelet geht also die auf dem Vergleich mit einer Waage beruhende lateinische Bezeichnung auf Theodorus Gaza zurück, der unter anderem die naturkundlichen Werke von Aristoteles in das Lateinische übersetzte.
Konrad Gesner übernahm kurz darauf diese Beschreibung. Spätestens Thomas Muffet, der auf unveröffentlichte Unterlagen von Gesner zurückgreifen konnte, übertrug die Bezeichnung dann auf die Imagines.
Libella ist eigentlich das Diminutiv zu lateinisch libra („Waage“); später wurden damit vor allem Wasserwaagen bezeichnet. Noch heute ist eine spezielle Messeinrichtung, auch an Wasserwaagen, ebenfalls als Libelle bekannt.
Bevor sich der Name „Libellen“ durchsetzte, waren für diese Insekten die Bezeichnungen „Wasserjungfern“, „Schleifer“ oder „Augenstecher“ verbreitet.

## Gefährdung
Im Jahr 2001 wurde die Plattbauchlibelle (Libellula depressa) in Deutschland zum Insekt des Jahres gewählt. Begründet wurde diese Entscheidung damit, dass die auffällige und weit verbreitete Art stellvertretend für alle Libellen (Odonata) stehen und auf deren Gefährdung in Deutschland aufmerksam machen soll. Die Gefahr geht vor allem von einer voranschreitenden Verschmutzung und Trockenlegung vieler Gewässer aus, die von den Libellenlarven als Lebensraum gebraucht werden. Demzufolge wurden 1998 zwei Drittel der 80 heimischen Arten gefährdet, 20 Prozent sogar als vom Aussterben bedroht eingestuft. Nach einer Neubewertung von 2012 (veröffentlicht 2015) stehen in Deutschland noch 30 von 79 berücksichtigten Arten auf der Roten Liste (ohne sechs Arten der Vorwarnliste). Gründe sind in erster Linie eine veränderte Bewertungsmethodik, aber auch tatsächliche Bestandsveränderungen. Einige thermophile Libellenarten werden als „Gewinner“ des Klimawandels betrachtet, Arten der Fließgewässer profitierten von Verbesserungen der Wasser- und Strukturqualität in solchen Biotopen. Andererseits gehen beispielsweise nordische und sibirische sowie manche auf Moore angewiesene Arten besonders zurück.
Da den meisten Laien die Artunterscheidung nicht möglich ist, stehen alle Libellenarten in Deutschland und den meisten Nachbarländern unter Artenschutz; es dürfen nur die leeren Häutungshemden (Exuvien) gesammelt werden.
In den letzten 35 Jahren habe sich die Verteilung der Libellenarten in Deutschland stark verändert, ergab eine Studie des Deutschen Zentrums für integrative Biodiversitätsforschung (iDiv) Halle-Jena-Leipzig im Jahr 2021. So seien Rückgänge vor allem bei Arten an stehenden Gewässern verzeichnet worden. Zuwächse habe es hingegen bei Libellen gegeben, die an Fließgewässern lebten und wärmere Temperaturen bevorzugten. Besorgt zeigen sich die Wissenschaftler über den Rückgang bei Arten, die an stehenden Gewässern lebten. Abnahmen wurden bei 29 % aller Libellenarten festgestellt. Besonders betroffen seien dabei die Arten, die kühlere Temperaturen und stehende Gewässer wie Sümpfe und Moore bevorzugten. Viele dieser Arten seien bereits gefährdet.

## Libellen und Mensch
Entgegen einem weit verbreiteten Irrglauben sind Libellen ungiftig und können auch nicht stechen; sie sind für den Menschen völlig harmlos. Alte Namen wie etwa „Teufelsnadel“, „Augenbohrer“ oder „Pferdetod“ kamen durch diese falsche Vorstellung zustande und brachten den Libellen einen schlechten Ruf ein. Wenn eine gefangene, festgehaltene Libelle einem Menschen in den Finger beißt, ist das zwar spürbar, aber in der Regel nicht schmerzhaft. Von sich aus greifen Libellen Menschen niemals an, sondern sind meist scheu und flüchten. Einige große Arten wie die Blaugrüne Mosaikjungfer nähern sich allerdings manchmal neugierig, um den „Revier-Eindringling“ Mensch zu beobachten. Dabei verharren sie per Rüttelflug stehend in der Luft. Manche missdeuten dies als einen Angriff.

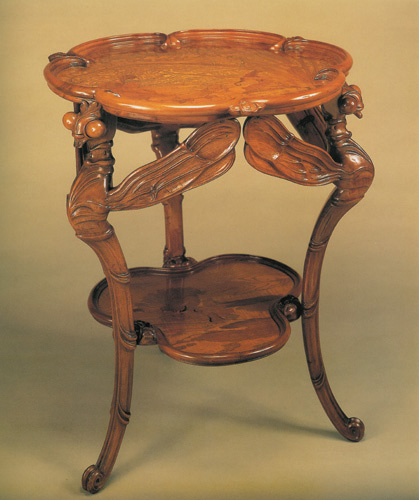
Libellule-Tischchen von Emile Gallé

Libellen besitzen eine Reihe volkstümlicher Namen, die sich auf ihre Verwendung in der Mythologie und im Volksglauben zurückführen lassen. So waren die Libellen in der germanischen Mythologie der Göttin Freya oder Frigg zugeordnet und heilig. Diese heidnische Verehrung wurde von Missionaren gemeinsam mit der Bedeutung des der Freya gewidmeten Freitags umgekehrt, die Libellen wurden zu „Teufelsnadeln“, „Teufelsbolzen“ oder „Augenstechern“ und der Freitag zum Unglückstag. Bis heute hat sich die damals verbreitete Angst vor Libellen durch die Vorstellung, Libellen könnten stechen, gehalten. In Luxemburg ist der Name Siwestécher ‚Siebenstecher‘ gebräuchlich, der auf den Glauben zurückgeht, dass sieben Libellenstiche einen Menschen töten können.
Bei dem in den beiden ältesten Chroniken Japans, Kojiki und Nihongi, beschriebenen japanischen Schöpfungsmythos des Inselreichs wird die größte Insel Honshū als Ō-yamato-toyo-aki-zu-shima (Kojiki: 大倭豊秋津島, Nihongi: 大日本豊秋津洲, dt. „Groß-Yamato-Fruchtbar-Libellen-Insel“) bezeichnet. Der Name soll auf den ersten Tennō, Jimmu, zurückgehen, der die Form Japans („Groß-Yamato“) mit einer mit ihrem Schwanz trinkenden Libelle verglich. Die Libelle war dadurch im frühen Japan ein Symbol kaiserlicher Macht. Im Volksglauben galt sie als Geist der Reispflanze und Vorbote eines fruchtbaren Herbstes – der Namensbestandteil 豊秋 kann als „fruchtbarer Herbst“ gelesen werden. In der japanischen Dichtkunst ist daher „Libelleninsel“ (Akitsu-shima bzw. Akizu-shima) ein poetischer Name für Japan und auch die Libelle selbst ein beliebtes Motiv.
Auch in der Literatur ist die Libelle regelmäßig zu finden, so etwa in Heinrich Heines Gedicht Die Libelle, in verschiedenen Werken von Annette von Droste-Hülshoff oder auch in Heinz Erhardts humoristischem Gedicht Die Libelle, in dem er schrieb:

„Liebe Libelle,

flieg nicht so schnelle!

Denk der Gefahren,

die deiner harren […]“

Vor allem in modernen Zeichentrickserien, beginnend mit der Biene Maja über Antz bis hin zu verschiedenen japanischen Mangas, wird die Libelle aufgrund ihrer Flugkünste als Fluggerät genutzt, in anderen stellt sie das Design für futuristisch anmutende Raumschiffe in Libellenform dar (etwa bei Captain Future oder Lexx). Bemerkenswert ist auch der mehrminütige Vorspann der Hollywood-Science-Fiction-Komödie Men in Black, der komplett aus dem Blickwinkel einer jagenden Libelle gestaltet wurde.
Im Zuge der Wahl „Schönstes deutsches Wort“, die von der Goethe-Gesellschaft veranstaltet wurde, wurde „Libelle“ 2004 zum schönsten Wort in der Kategorie „Vorschläge von Kindern“ gewählt.
Ein aus Zigarettenpapier der Olleschau Papier Industrie AG hergestelltes Zigarettenpapierheft der Altesse KG trug eine Libelle als Markenzeichen. Die ausgebreiteten Flügel stehen als Symbol für die Dünnheit des Papiers. Seit 1979 besteht der nach dem Tier benannte Libelle Verlag als unabhängiger Buchverlag.
Das Amt Unterspreewald (Brandenburg) führt u. a. eine Libelle im Wappen.